# Galinagues
Galinagues település Franciaországban, Aude megyében. Lakosainak száma 31 fő (2022. január 1.). Galinagues Belfort-sur-Rebenty, Espezel, Mazuby és Rodome községekkel határos.

## Népesség
A település népessége az elmúlt években az alábbi módon változott:
| Lakosok száma | 42   | 31   | 28   | 43   | 27   | 28   | 35   | 36   | 35   | 31   |
|               | 1968 | 1982 | 1990 | 2006 | 2013 | 2015 | 2017 | 2019 | 2020 | 2022 |